# Вознесенка (Учалинский район)
Вознесе́нка (баш. Вознесенка) — село в Учалинском районе Республики Башкортостан Российской Федерации. Входит в состав Поляковского сельсовета.

## География
Стоит на берегах речек Канава и Кизникей, при региональной автодороге 80Н-509.

### Географическое положение
Расстояние до:
- районного центра (Учалы): 65 км
- центра сельсовета (Поляковка): 10 км
- ближайшей железнодорожной станции (Курамино): 20 км

## Название
До Октябрьской революции называлось Вознесенским и входило в Троицкий уезд Оренбургской губернии.
Среди башкирского населения именуется Кинйәкәй (Кизникей).

## Население
| 2002 | 2009 | 2010 |
| ---- | ---- | ---- |
| 450  | ↘443 | ↘410 |

Национальный состав
Согласно переписи 2002 года, преобладающие национальности: русские (59 %), башкиры (37 %).

## Инфраструктура
Личное подсобное хозяйство с зоной сельскохозяйственного использования, индивидуальная застройка усадебного типа.

## Транспорт
Автобусное сообщение с райцентром. Остановка общественного транспорта «Вознесенка».

## Достопримечательности

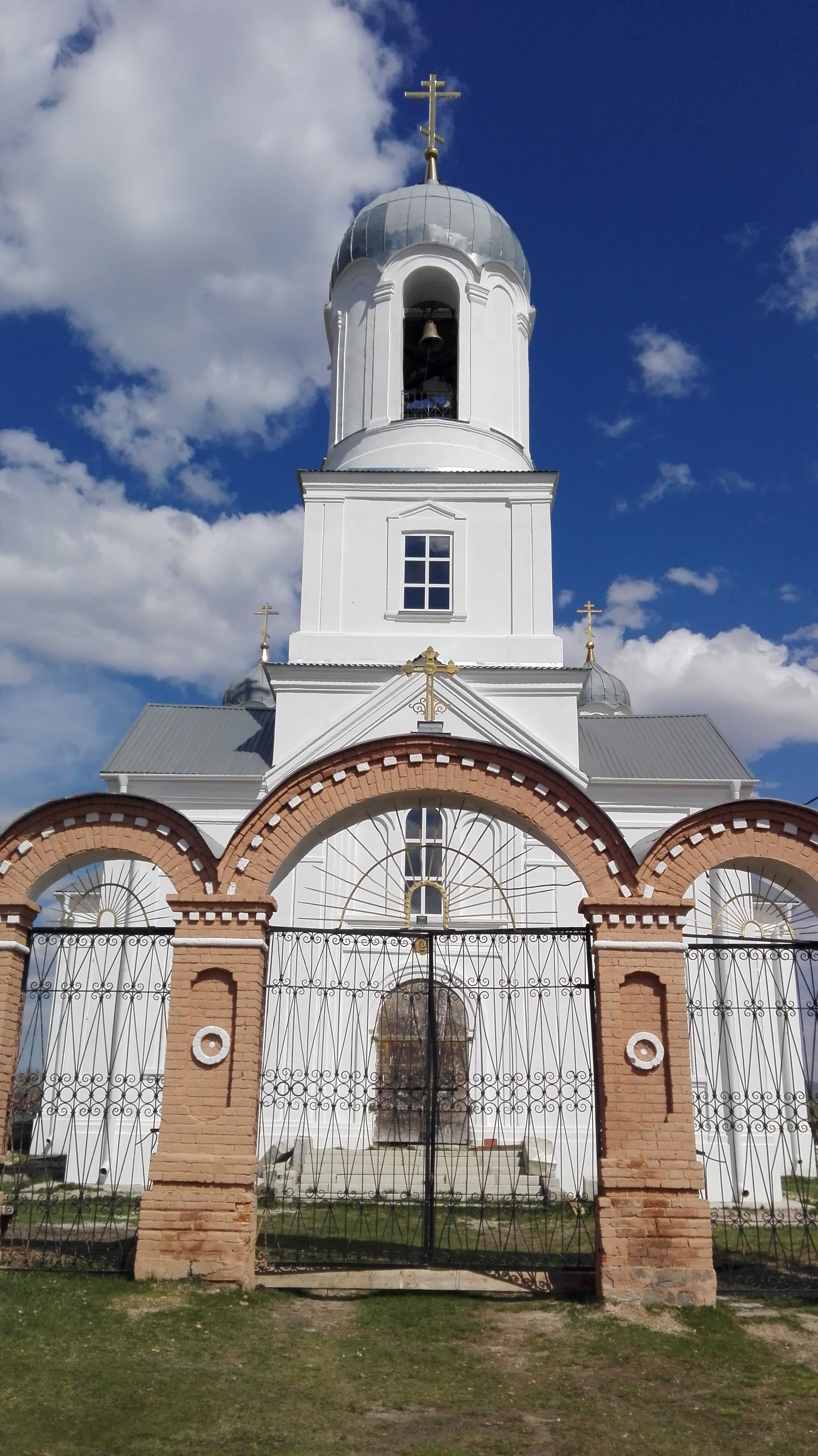

В селе находится памятник архитектуры церковь Вознесения. 0301164000
Возле храма установлен обелиск погибшим воинам в годы Великой Отечественной войне 1941-1945 гг. и умершим после.
В 1884 году в селе был также установлен памятник Александру II (не сохранился).
Рядом с селом находится озеро Карагайкуль — памятник природы.

## Известные уроженцы
- Кобельков, Николай Васильевич (1851—1933) — инвалид с рождения (без рук и ног), сумевший, несмотря на своё физическое состояние, научиться ходить, писать и рисовать, успешно проводивший цирковые выступления в России и Европе, ставший известным гражданином Вены и основателем семьи Kobelkoff’ых, унаследовавшей от него участок в парке Пратер.
- Назаров, Николай Григорьевич (род. 1946) — бригадир дойного гурта совхоза «Байрамгуловский». Полный кавалер ордена Трудовой Славы.